# Kanton Nanterre-Nord
Kanton Nanterre-Nord is een voormalig kanton van het Franse departement Hauts-de-Seine. Kanton Nanterre-Nord maakte deel uit van het arrondissement Nanterre en telde 33.173 inwoners (1999).
Het werd opgeheven bij decreet van 24 februari 2014, met uitwerking in maart 2015.

## Gemeenten
Het kanton Nanterre-Nord omvatte enkel een deel van de gemeente Nanterre.